# Kasteel van Ooigem

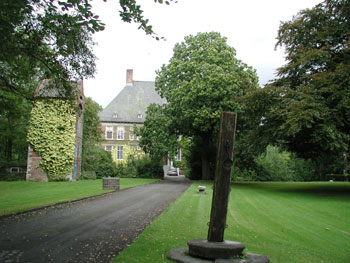
Kasteel van Ooigem

Het Kasteel van Ooigem is een kasteel in de tot de West-Vlaamse gemeente Wielsbeke behorende plaats Ooigem, gelegen aan de Desselgemsestraat 15. Vlakbij ligt het Munkenhof, in Desselgem.

## Geschiedenis
Hier bevond zich de zetel van de dorpsheerlijkheid Ooigem. Mogelijk werd hier al in de 9e eeuw een burcht gebouwd om Harelbeke te beschermen. De oudst bekende heer werd vermeld in 1080 als Lambertus de Odenghem. Omstreeks 1260 kwam de burcht in bezit van de heren van Luxemburg. Zij lieten vermoedelijk al in de 13e eeuw een stenen kasteel bouwen. Einde 14e eeuw zou er een brand hebben gewoed en in de loop van de 15e eeuw raakte het kasteel in verval.
In 1510 werd de heerlijkheid verkocht aan de familie De Gros. Hierop liet Ferry de Gros het kasteel weer bewoonbaar maken. In 1576 werd het kasteel echter door beeldenstormers geplunderd en raakte opnieuw in verval. In de loop van de 17e eeuw werd het kasteel herbouwd met behulp van baksteen en zandsteen, vermoedelijk in opdracht van Charles de Gros. Dit was ook de eerste regelmatige bewoner.
In 1693 kwam het kasteel als erfenis bij de familie De Lens. Eind 17e eeuw liet Nicolaas-Franciscus de Lens het gebouw uitbreiden met een kapel. Mogelijk in 1729 werden in opdracht van de gelijknamige zoon wijzigingen aangebracht. Er kwam een eretrap in Lodewijk XV-stijl, de salons werden opnieuw ingericht, op het neerhof verschenen nieuwe paardenstallen en koetshuizen. Het kasteel, dat vermoedelijk slechts als zomerverblijf werd gebruikt, werd ook omringd met een parkaanleg.
In de loop van de 19e eeuw werd het park verwaarloosd. In 1889 kwam het kasteel aan Bernard Verhaeghe die toen burgemeester van Ooigem was. Zijn zoon Alfons Verhaeghe kreeg enkele malen bezoek van Oscar Wilde. Het verhaal uit 1904 van Stijn Streuvels, Op het kasteel, speelde zich ook op dit kasteel af.
In 1937 werden een aantal boerderijgebouwen op het neerhof afgebroken, maar de duiventoren bleef bestaan. De tuin werd, in kleinere omvang als weleer, heraangelegd.

## Gebouw
Het domein toont nog de opperhof en neerhof, welke beide omgracht zijn. Het kasteel, op rechthoekige plattegrond, is 17e-eeuws en mogelijk opgetrokken op de 13e-eeuwse grondvesten van het oudere kasteel. Het kasteel is opgetrokken in baksteen en zandsteen. De ingangspartij is in Lodewijk XV-stijl.
In het gebouw vindt men halfondergrondse kelders. Op het neerhof vindt men een boerenhuis en een duiventoren die uit de 17e eeuw stamt. Verder is er een schandpaal.
Het park is een beperkte reconstructie van de 18e-eeuwse formele parkaanleg, en ook is er een parkje in de landschapsstijl aangelegd, met grillige vijver en enig reliëf.